# سفارة الجزائر في كندا
سفارة الجزائر في كندا هي أرفع تمثيل دبلوماسي لدولة الجزائر لدى كندا. تقع السفارة في أوتاوا وهي تهدف لتعزيز المصالح الجزائرية في كندا.

## وصلات خارجية
- الموقع الرسمي
- قائمة سفارات الجزائر
- قائمة السفارات في كندا